# Yingtan
Yingtan (chiń. 鹰潭; pinyin Yīngtán) – miasto o statusie prefektury miejskiej we wschodnich Chinach, w prowincji Jiangxi. W 2010 roku liczba mieszkańców miasta wynosiła 117 927. Prefektura miejska w 1999 roku liczyła 1 040 906 mieszkańców.